# オットー・フェルスフェルト
オットー・フェルスフェルト（Otto Versfeld、1955年10月6日 - ）は、オランダの元サッカー選手。ポジションはゴールキーパー。

## 経歴
ヘルモント・スポルトが史上初のエールディヴィジ昇格を果たした際の正GK。昇格後も再度2部に落ちるまでの2シーズンの間、チームのゴールマウスを守った。1982-83シーズンにはリーグ最優秀選手第2位に輝いた。